# Epigynopteryx piperata
Epigynopteryx piperata är en fjärilsart som beskrevs av Max Saalmüller 1880. Epigynopteryx piperata ingår i släktet Epigynopteryx och familjen mätare. Inga underarter finns listade i Catalogue of Life.